# Nyamboya
Nyamboya est un village de la commune de Bankim située dans la région de l'Adamaoua et le département de Mayo-Banyo au Cameroun.

## Population
Les populations de Nyamboya sont issues du peuple Kwanja. Ce peuple serait venu du Nigeria pour s'établir dans le département du Mayo-Banyo.